# Rima Milichius
Rima Milichius és una estructura geològica del tipus rima a la superfície de la Lluna, situada amb el sistema de coordenades planetocèntriques a 9.55 ° de latitud N i -32.55 ° de longitud E. Fa un diàmetre de 140.72 km. El nom va ser fet oficial per la UAI l'any 1985 i fa referència al proper cràter Milichius.